# Цзин Сян Ву
Цзин Сян Ву (на английски: Chien-Shiung Wu), известна и като мадам Ву, е китайско-американски физик-експериментатор, професор в Колумбийския университет, работила в областта на ядрената физика и физиката на елементарните частици. Ву участва в проекта „Манхатън“, където помата в разработката на процеса по отделянето на изотопите уран-235 и уран-238 чрез газова дифузия. Става известна с провеждането на експеримент, наречен на нейно име, с който доказва, че при слабото ядрено взаимодействие се нарушава законът за запазване на четността. Вследствие на това нейните колеги Джъндао Ли и Джъннин Ян получават Нобелова награда за физика през 1957, а самата Ву е удостоена с първата награда „Волф“ през 1978. Нейната експертиза в експерименталната физика предизвиква сравнения с Мария Кюри.